# Dražen Ladić
Dražen Ladić (Čakovec, 1 de janeiro de 1963) é um treinador ex-futebolista profissional croata que atuava como goleiro.

## Carreira
Por clubes, ele iniciou a carreira em 1983, no Varteks, onde chegou em 1977, aos 14 anos de idade, profissionalizando-se em 1980, quando tinha 17. A passagem de Ladić pelo Varteks foi curta: em uma temporada, foram quinze partidas, mas isso foi o suficiente para que o Iskra Bugojno o contratasse em 1984. Originalmente o Dínamo Zagreb havia contratado o goleiro, mas para ele adquirir mais experiência de jogo, resolveu emprestá-lo ao Iskra, onde em 42 partidas, marcou cinco gols.
Mais amadurecido, Ladić voltou ao Dínamo em 1986, passando a se firmar como titular incontestável do gol dos Plavi. Em 14 temporadas, foram 363 jogos e um gol marcado. Problemas com lesões forçaram o goleiro anunciar sua aposentadoria como atleta, e a despedida foi consumada no clássico contra o Hajduk Split, em 16 de maio de 2000.

## Seleções

### Seleção Iugoslava
Ladić era forte candidato a uma vaga de goleiro da Seleção Iugoslava que disputaria a Copa de 1990, na Itália, mas acabaria sendo preterido. Estrearia na Seleção Croata de Futebol no mesmo ano em que a Federação de Futebol do país foi criada, em um amistoso contra os EUA.
No ano seguinte, seria convocado pela Iugoslávia para dois jogos: um amistoso contra a Turquia, e a partida contra a Seleção das Ilhas Faroe, válido para as Eliminatórias da Eurocopa de 1992. Foram as únicas partidas de Ladić com a camisa iugoslava, cuja Seleção (e país) vivia seu período de desintegração.

### Seleção Croata
Com a desintegração do território iugoslavo, Ladić se dedicaria de vez à Seleção Croata, que se classificou para a Eurocopa de 1996 e para a Copa de 1998, com Ladić de titular nas duas competições. Em 1998, Ladić, as 35 anos de idade, era o mais velho do elenco que surpreendeu ao chegar na terceira colocação.
A Copa marcaria a despedida do goleiro na Seleção Croata, mas Ladić resolveu continuar defendendo a equipe, visando a disputa da Eurocopa de 2000, sendo que desta vez a Croácia não repetiria o sucesso de antes. Com a eliminação croata, Ladić, no mesmo mês que se retiraria como jogador em clubes, anunciaria também que a partida contra a Iugoslávia - agora reduzida apenas a Sérvia e Montenegro - seria também a sua última partida em nível oficial.
Entretanto, o goleiro seria convocado para uma partida de despedida da Seleção, tendo como adversário a França. Já aposentado, Ladić jogaria apenas nove minutos, utilizando uma camisa de número 59, em vez da 1. Aquela seria a partida de número 59 com a camisa da Croácia, e a de número 481 de sua carreira.

## Títulos
- Copa do Mundo de 1998: 3º Lugar